# Peer Pressure (Mobb Deep)
Peer Pressure è il primo singolo del duo hip hop statunitense Mobb Deep, pubblicato nel 1992 ed estratto dal loro primo album Juvenile Hell.

## Tracce
- CD

1. Peer Pressure
2. Peer Pressure [Instrumental]
3. Flavor for the Non-Believers [Acappella]
4. Flavor for the Non-Believers [Instrumental]
5. Flavor for the Non-Believers [Clean version]